# Ernst Gagliardi

Ernst Gagliardi, um 1914

Ernst Gagliardi (* 7. Januar 1882 in Zürich; † 22. Januar 1940 ebenda) war ein Schweizer Historiker. Er war Professor für Allgemeine und Schweizer Geschichte an der Universität Zürich.

## Leben
Ernst Gagliardi war Sohn eines Telegrafisten aus Prato-Sornico; sein Grossvater war der Ingenieur und Politiker Bernardo Pfiffer-Gagliardi.
Er besuchte das Gymnasium in Zürich (Matura im Jahr 1900) und studierte anschliessend Geschichte und Kunstgeschichte in München, Berlin und Zürich, wo er 1906 promovierte.
Gagliardi arbeitete am Handschriftenkatalog der Stadtbibliothek Zürich (spätere Zentralbibliothek) mit, der 1931–37 erstmals publiziert wurde (erweiterte Ausgabe 1982).
1910 wurde Gagliardi zum Privatdozenten, 1919 zum ausserordentlichen und später zum ordentlichen Professor für Allgemeine und Schweizer Geschichte an der Universität Zürich berufen.
Gagliardi publizierte vor allem zur Schweizer Geschichte und über Persönlichkeiten wie Alfred Escher, Hans Waldmann und Otto von Bismarck.
1939 wurde Gagliardi mit dem Gottfried-Keller-Preis ausgezeichnet.
Ernst Gagliardis Nachlass befindet sich in der Zentralbibliothek Zürich.

## Werke
- Beiträge zur Geschichte der Historiographie in der Schweiz. In: Jahrbuch für Schweizerische Geschichte 35, 1910, S. 45–68. e-periodica
- Hans Waldmann und die Eidgenossenschaft des 15. Jahrhunderts. Basler Buch- und Antiquariatshandlung, Basel 1912.
- Dokumente zur Geschichte des Bürgermeisters Hans Waldmann. Hrsg. von Ernst Gagliardi. (Quellen zur Schweizer Geschichte. Neue Folge. Abteilung II: Akten, Bde. 1–2). Basel 1911–1913.
- Alfred Escher: Vier Jahrzehnte neuerer Schweizergeschichte. Huber, Frauenfeld 1919.
- Bismarcks Entlassung. 2 Bde. Tübingen 1927–41.
- Alfred Escher. In: Grosse Schweizer. Atlantis, Zürich 1938.
- Geschichte der Schweiz: Von den Anfängen bis zur Gegenwart. 4. Aufl. Orell Füssli, Zürich/Leipzig 1939.
- Die Universität Zürich 1833–1933 und ihre Vorläufer: Festschrift zur Jahrhundertfeier. Hrsg. vom Erziehungsrat des Kantons Zürich. Zürich 1938. (zusammen mit Hans Nabholz u. Jean Stohl)